# Bolile testiculelor
Bolile testiculelor sunt categoria de afecțiuni mai mult sau mai puțin severe ce afectează organele genitale masculine (testiculele).